# Pseudoevento
Um pseudoevento ou pseudoacontecimento é um evento ou atividade que existe com o único propósito  de publicitar o evento  que não serve para nada na vida real. Sem a mídia, nada de realmente significante acontece no pseudoacontecimento, desse modo os pseudoeventos são considerado "reais” apenas depois de serem vistos através de notícias, out-doors, televisões ou outros veículos de mídia.
Um simples exemplo é uma fotografia de família: o evento não serve para nada a não ser para ser visto através da fotografia. Outros exemplos incluem as conferências de imprensa, publicidade e muitos tipos de notícias.
O termo é conotado pelo teórico e historiador Daniel J. Boorstin no seu livro de 1962 The Image: A guide to Pseudo-events in America: The celebration is held, photographs are taken, the occasion is widely reporte ("A celebração é feita, a fotografia tirada, o acontecimento reportado"). O termo é constantemente ligado à hiper-realidade e ao pós-modernismo, apesar de ter sido criado por Boorstin e precedendo em décadas as ideias relatadas no trabalho do pós-modernista Jean Baudrillard.
Vários vídeo-artistas já exploraram o conceito de pseudoevento no seu trabalho. O grupo Ant Farm trata especificamente dos pseudoeventos, embora não muito identificáveis, nos seus trabalhos Media Burn (1975) e The Eternal Frame (1975).